# UKChartsPlus
ChartsPlus é um boletim informativo britânico de música, publicado desde 2001.